# Okpara
De Okpara is een 362 kilometer lange rivier in Benin. Het is de belangrijkste zijrivier van de Ouémé, die uitmondt op de linkeroever van deze rivier. Het stroomgebied van de Okpara bedraagt meer dan 10.000 km². De rivier ontspringt in het departement Borgou. De rivier stroomt zuidwaarts en vormt over geruime afstand de grens tussen Benin en Nigeria. Net als veel rivieren in Benin is de Okapara vervuild door het gebruik van chemische producten in de landbouw langs de oever.